# Andrzej Marzec
Andrzej Kornel Marzec (ur. 26 listopada 1971) – polski historyk mediewista, doktor habilitowany nauk humanistycznych, profesor UJ w Zakładzie Nauk Pomocniczych Historii Instytutu Historii Uniwersytetu Jagiellońskiego.

## Życiorys
W 1995 ukończył studia na Wydziale Historycznym Uniwersytetu Jagiellońskiego. W 2003 uzyskał stopień doktora nauk humanistycznych na podstawie dysertacji Elita urzędnicza Małopolski w otoczeniu ostatnich koronowanych Piastów. Jego promotorem był Jerzy Wyrozumski. W 2018 roku uzyskał stopień doktora habilitowanego na podstawie publikacji naukowej pod tytułem "Badania nad elitami, społeczeństwem i ustrojem Królestwa Polskiego w XIV wieku. Rządy Ludwika Węgierskiego w Polsce" Rozprawa ta została opublikowana w formie książki wydanej przez towarzystwo naukowe Societas Vistulana.
Pracował w Instytucie Historii im. Tadeusza Manteuffla Polskiej Akademii Nauk, w Pracowni Słownika historyczno-geograficznego Małopolski w średniowieczu. Obecnie jest wykładowcą Uniwersytetu Jagiellońskiego, gdzie prowadzi zajęcia m.in. z nauk pomocniczych historii i paleografii łacińskiej. Prowadzi też kursy dla słuchaczy Jagiellońskiego Uniwersytetu Trzeciego Wieku.
Jego zainteresowania badawcze skupiają się głównie na historii społeczno-politycznej późnośredniowiecznej Polski. Opublikował około stu oryginalnych prac naukowych, w tym kilka książek (jako autor, współautor bądź redaktor). Redagował m.in. biogramy do Polskiego Słownika Biograficznego.
Był prezesem Krakowskiego Oddziału Polskiego Towarzystwa Heraldycznego. Jest członkiem zarządu Towarzystwa Naukowego „Societas Vistulana”.
Regularnie występował w wydawanym w latach 2010–2015 piśmie mówionym Gadający Pies.

## Życie prywatne
Syn Marty Gibińskiej-Marzec, anglistki, profesor nauk humanistycznych; wnuk Kornela Gibińskiego; brat Magdaleny Heydel. Mąż Agnieszki Jankowskiej-Marzec. 

## Publikacje (wybór)
Monografie autorskie
- Urzędnicy małopolscy w otoczeniu Władysława Łokietka i Kazimierza Wielkiego (1305–1370), Wydawnictwo Towarzystwa Naukowego „Societas Vistulana”, Kraków, 2006;
- Pod rządami nieobecnego monarchy. Królestwo Polskie w latach 1370–1382, Wydawnictwo „Societas Vistulana”, Kraków, 2017.

Współautorstwo
- Piastowie. Leksykon Biograficzny, red. S. Szczur, K. Ożóg, Wydawnictwo Literackie, Kraków, 1999.

Redakcja
- Król w Polsce XIV i XV wieku, red. A. Marzec i M. Wilamowski, Wydawnictwo Towarzystwa Naukowego „Societas Vistulana”, Kraków, 2006;
- Pomniki epigrafiki i heraldyki dawnej Rzeczypospolitej na Ukrainie, red. W. Drelicharz, t. 3 ziemia przemyska dawnego województwa ruskiego, opr. A. Marzec, Wydawnictwo Towarzystwa Naukowego „Societas Vistulana”, Kraków, 2008;
- Cztery studia o heraldyce, epigrafice i kostiumologii, red. A. Marzec, Wydawnictwo Towarzystwa Naukowego „Societas Vistulana”, Kraków, 2010.

## Nagrody
- Nagroda Rektora Uniwersytetu Jagiellońskiego (2014, 2017)
- Odznaka prezydenta miasta Krakowa "Honoris Gratia"